# Margonin (stacja kolejowa)
Margonin – nieczynna stacja kolejowa w mieście Margonin, w powiecie chodzieskim, w woj. wielkopolskim, w Polsce.